# Jack Porter
John Chester Porter, detto Jack (Toronto, 21 gennaio 1904 – Toronto, 6 agosto 1997), è stato un hockeista su ghiaccio canadese.

## Palmarès

### Olimpiadi invernali
- Oro a Sankt Moritz 1928 nell'hockey su ghiaccio.